# Yakareb
Yakareb là vua của một vài vùng đất thuộc Ai Cập trong thời kỳ Chuyển tiếp thứ Hai, có thể là vào thế kỷ thứ XVII TCN, và có thể là thuộc vương triều thứ XIV. Do vậy, ông sẽ cai trị toàn bộ khu vực phía Đông đồng bằng châu thổ sông Nile từ Avaris và có thể là toàn bộ khu vực phía Tây đồng bằng châu thổ. Vị trí của ông trong biên niên sử hiện vẫn chưa rõ.

## Chứng thực
Yakareb là một trong số các vị vua thuộc vương triều thứ XIV được chứng thực bằng 2 con dấu hình bọ hung, cả hai đều không rõ nguồn gốc. 
Một trong hai con dấu này hiện đang được lưu giữ tại Bảo tàng Ai Cập ở Berlin với số thứ tự 293/73, trong khi con dấu còn lại nằm tại bảo tàng Petrie với số thứ tự 11810.
Bởi vì "Yakareb" là tên nomen của vị vua này, chúng ta không chắc liệu rằng Yakareb có được ghi lại trong cuộn giấy cói Turin hay không. Cuộn giấy cói Turin là một bản danh sách vua được biên soạn vào đầu Thời đại Ramesses mà giữ vai trò như là nguồn lịch sử chính cho vương triều thứ XIV nhưng nó chỉ ghi lại prenomen của các vị vua. Hơn nữa, văn kiện này lại chỉ là những mảnh rời rạc và tên prenomen của Yakareb có thể đã bị mất trong một vết hổng. Như vậy, Yakareb chỉ được chứng thực phần nào chỉ nhờ vào 2 con dấu bọ hung này, cả hai con dấu trên được làm một cách thô kệch và có thể "Yakareb" là một tên gọi sai lệch hoặc là một cách gọi khác cho tên của một vị vua được biết đến rõ hơn thuộc thời kỳ này

## Vị trí trong biên niên sử
Mặc dù vị trí trong biên niên sử của Yakareb là không chắc chắn, các nhà Ai Cập học Kim Ryholt và Darrell Baker đề xuất rằng ông là một vị vua thuộc vương triều thứ XIV và đã cai trị trước thời Yaqub-Har. Sự ước tính này dựa trên một sự sắp xếp thứ tự của các con dấu bọ hung thuộc thời kỳ này